# Bangladesh International 2015
Die Bangladesh International 2015 im Badminton fanden vom 1. bis zum 5. Dezember 2015 in Dhaka statt.

## Sieger und Platzierte
| Disziplin    | Gold                                     | Silber                         | Bronze                          |
| ------------ | ---------------------------------------- | ------------------------------ | ------------------------------- |
| Herreneinzel | B. Sai Praneeth                          | Sameer Verma                   | Khosit Phetpradab               |
| Herreneinzel | B. Sai Praneeth                          | Sameer Verma                   | Soong Joo Ven                   |
| Dameneinzel  | Ruthvika Shivani                         | Iris Wang                      | Lee Zii Yii                     |
| Dameneinzel  | Ruthvika Shivani                         | Iris Wang                      | Nguyễn Thùy Linh                |
| Herrendoppel | Pranav Chopra Akshay Dewalkar            | Tan Chee Tean Tan Wee Gieen    | K. Nandagopal Shlok Ramchandran |
| Herrendoppel | Pranav Chopra Akshay Dewalkar            | Tan Chee Tean Tan Wee Gieen    | Jishnu Sanyal Shivam Sharma     |
| Damendoppel  | Chayanit Chaladchalam Phataimas Muenwong | Lim Yin Loo Lee Meng Yean      | Sanyogita Ghorpade J. Meghana   |
| Damendoppel  | Chayanit Chaladchalam Phataimas Muenwong | Lim Yin Loo Lee Meng Yean      | Shevon Jemie Lai Peck Yen Wei   |
| Mixed        | Terry Hee Tan Wei Han                    | Tan Wee Gieen Shevon Jemie Lai | Vitaliy Durkin Nina Vislova     |
| Mixed        | Terry Hee Tan Wei Han                    | Tan Wee Gieen Shevon Jemie Lai | Arun Vishnu Aparna Balan        |